# محوطه ابوالفتح خانی
محوطه ابوالفتح خانی مربوط به سده‌ها اولیه دوران‌های تاریخی پس از اسلام است و در شهرستان قیر و کارزین، بخش افزر، دهستان افزر، ۵۰۰ متری شرق روستای عروسک واقع شده و با شمارهٔ ثبت ۲۶۶۵۱ به‌عنوان یکی از آثار ملی ایران به ثبت رسیده است.